# Cirrodistis
Cirrodistis là một chi bướm đêm thuộc họ Noctuidae.